# Великий бор
«Великий бор» (укр. Великий бір) — урочище и лесной заказник общегосударственного значения, расположенный на территории Шосткинского района (Сумская область, Украина). Является памятником исследовательского лесоводства.
Площадь — 1 167 га.

## История
Заказник был создан Постановлением Совета министров УССР от 28 октября 1974 года № 500. 

## Описание
Природоохранный объект создан с целью охраны лесного массива на левобережной пойме реки Десна. Заказник занимает квадраты 25-27, 29, 35-36, 39-41, 46 Собичского лесничества на территории Собичского и Тимановского сельсоветов между сёлами Собич и Тимановка. На западе по административной границе примыкает лесной массив Мезинского национального парка. 
Ближайший населённый пункт — село Собич, город — Шостка.

## Природа
Растительность заказника представлена хвойным (сосновым) лесом. Насаждения были созданы в 1912-1916 года лесоводом В. Д. Огиевским. Здесь представлены свыше 200 разновидностей сосны обыкновенной с различных уголков Российской империи от Польши до Узбекистана. За период существования урочища здесь сформировались типичные для зоны лесов (Полесье) сообщества растений.  